# Irène Straub

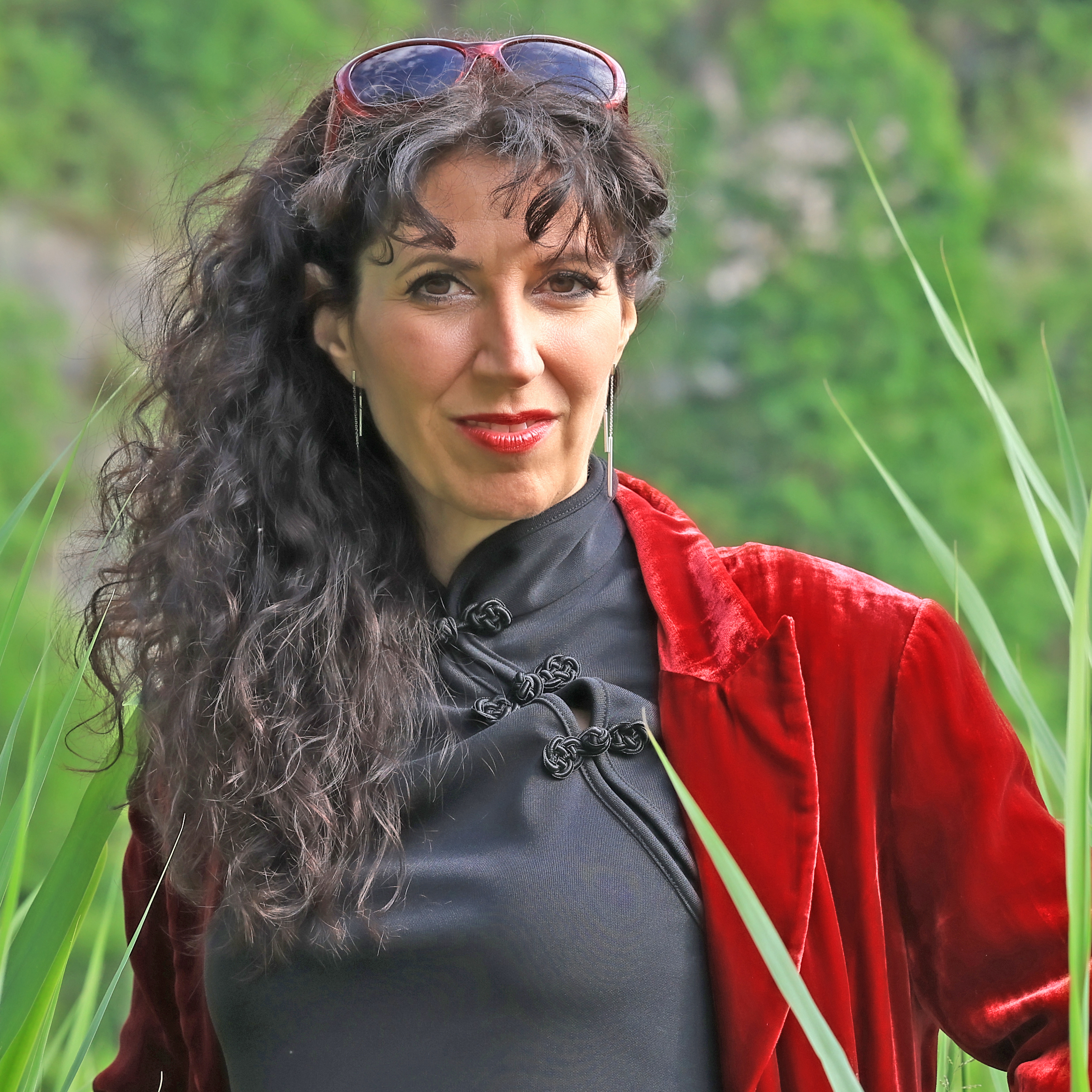
Irène Straub im Frühling 2022

Irène Straub (* 27. Juni 1971) ist eine Schweizer Musicalsängerin, Autorin und Gesangspädagogin. Sie wuchs in der Stadt Luzern auf und lebt in Kriens.
Irène Straub ist diplomierte Erwachsenenbildnerin und eidg. dipl. Gesangspädagogin SMPV. Sie ist in der Zentralschweiz durch ihre vielen Hauptrollen in Musicals im Le Théâtre sowie als Konzert- und Galasängerin bekannt.
Seit Herbst 2006 nimmt Straub auch die künstlerische Koordination, seit 2020 die künstlerische Leitung im Le Théâtre wahr. Für die Le Théâtre-Produktion Chicago (November 2012 – Januar 2013) realisierte sie zusammen mit Andréas Härry eine Neuübersetzung auf Deutsch und eine Anpassung der Dialoge. Dieselbe Arbeit übernahm Straub auch für das Musical Daddy Cool, das im Herbst 2015 im Le Théâtre Kriens-Luzern mit Dialogen in deutscher Sprache erstaufgeführt wurde. Im Herbst 2016 wirkte sie im Le Théâtre in der Welturaufführung des Musicals Summer of ’85 mit. Für diese Produktion war Irène Straub als Co-Autorin an der Seite von Andréas Härry tätig. Dazu übernahm sie eine Rolle in der Produktion. In der Folgeproduktion 95 – Ninety-Five 2017 war Irène Straub in denselben Funktionen wieder aktiv. Für die Schweizer Erstaufführung und erste professionelle Produktion ausserhalb der USA des Musicals The Prom im Dezember 2021 verfasste Irène Straub die Songtexte auf Schweizerdeutsch. Für die Le Théâtre-Produktion Greatest Days realisierte sie die Übersetzung der Dialoge auf Schweizerdeutsch.
Irène Straub ist mit dem Musicalautor, Produzent und Theaterleiter Andréas Härry verheiratet.

## Rollen in Produktionen

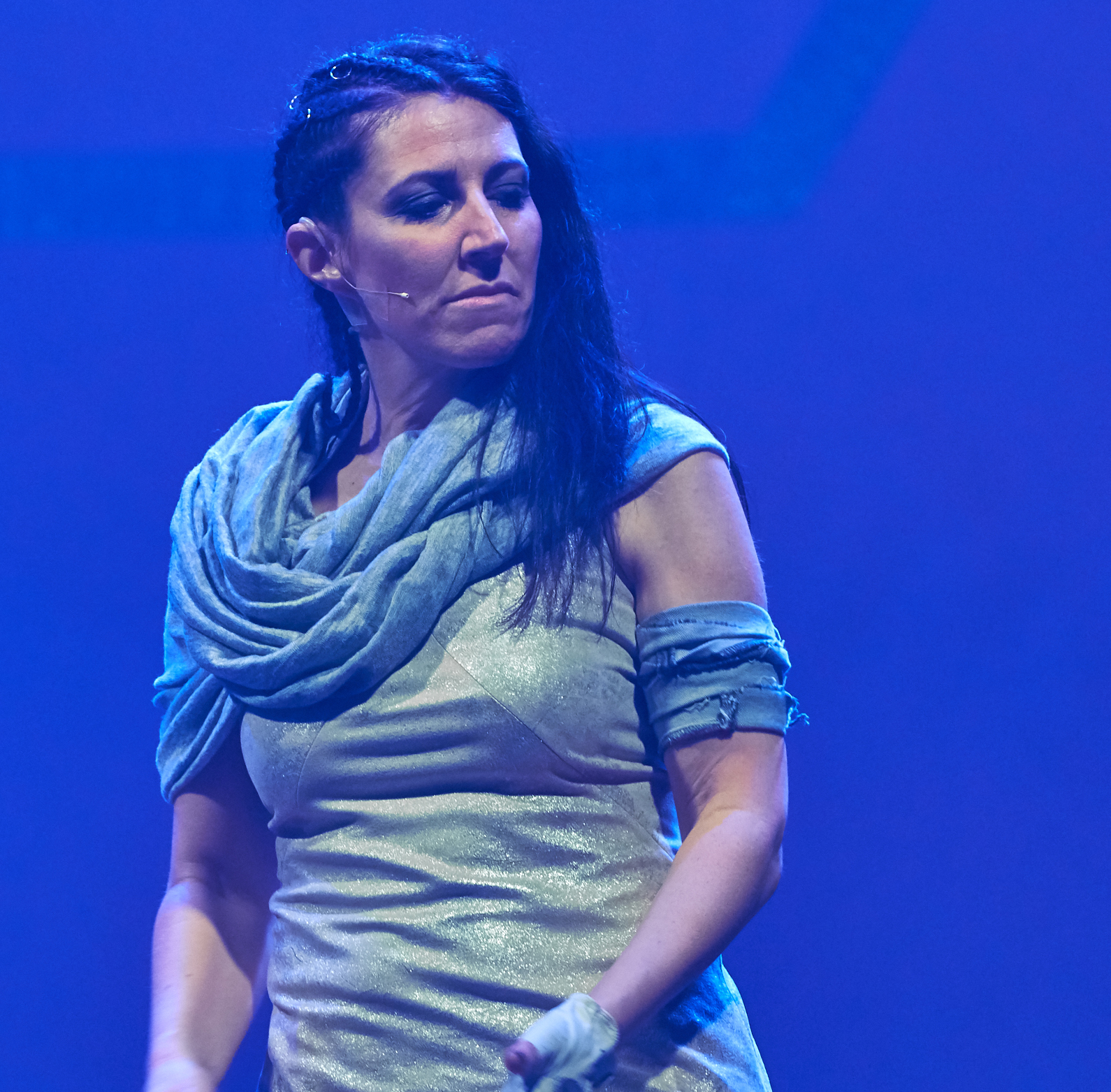
Irène Straub als Maria Magdalena in Jesus Christ Superstar (2019)

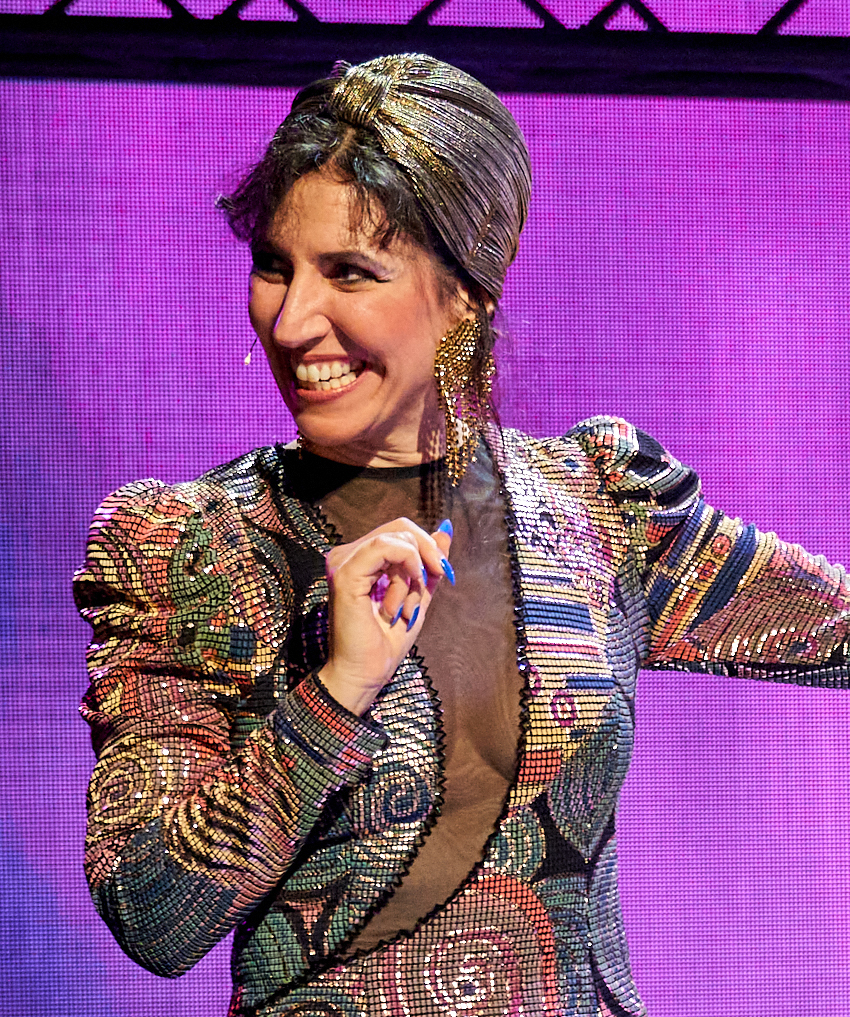
Irène Straub im Musical Rock of Ages (2019)

- 2002, 2003: Hauptrolle Katja in Der Drachenstein
- 2004: Lili Vanessi/Kate im Musical Kiss Me, Kate
- 2004: Nymphe bei der Schweizer Premiere von Dracula in Basel.
- 2005, 2006: weibliche Hauptrolle bei der Uraufführung von Jonas & Madelaine im KKL Luzern
- 2006: weibliche Hauptrolle in The Glamour Sisters mit u. a. Isabelle Flachsmann und Paloma Würth im Le Théâtre Kriens-Luzern
- 2007: Hauptrolle Katja in Der Drachenstein
- 2007, 2008: Fräulein Kost in Cabaret im Le Théâtre Kriens-Luzern
- 2008: Maria Magdalena in Jesus Christ Superstar im Le Théâtre Kriens-Luzern
- 2009: Chorleitung und Regieassistenz in Evita im Le Théâtre Kriens-Luzern
- 2010: Audrey in Der kleine Horrorladen in einer Schweizer Mundartfassung im Le Théâtre Kriens-Luzern mit u. a. Patrick von Castelberg
- 2010, 2011: Teen Angel in Grease im Le Théâtre Kriens-Luzern
- 2011, 2012: Donna in Hair im Le Théâtre Kriens-Luzern
- 2012, 2013: Mary Sunshine in Chicago im Le Théâtre Kriens-Luzern
- 2013, 2014: Miss Wilde in der Uraufführung in deutscher Sprache von Flashdance – Das Musical im Le Théâtre Kriens-Luzern
- 2014, 2015: Annette in Saturday Night Fever im Le Théâtre Kriens-Luzern
- 2015, 2016: Leila in der Uraufführung in deutscher Sprache von Daddy Cool im Le Théâtre Kriens-Luzern
- 2016, 2017: Rosanna in Summer of ’85 im Le Théâtre Kriens-Luzern[3]
- 2017, 2018: Rosanna in 95 – Ninety-Five im Le Théâtre, jetzt in Emmenbrücke
- 2018, 2019: Mutter Oberin in Sister Act im Le Théâtre[4]
- 2019: Maria Magdalena in Jesus Christ Superstar im Le Théâtre[5]
- 2019, 2020: Justice Charlier in Rock of Ages im Le Théâtre[6]
- 2021, 2022: Dee Dee Allen in The Prom im Le Théâtre[7]
- 2022, 2023: Gloria Fajardo in On Your Feet! im Le Théâtre[8]
- 2023, 2024: Zoé in The Band mit der Musik von Take That. Das Musical wird im Le Théâtre unter dem Titel Greatest Days aufgeführt, analog der wiederaufgenommenen Tourneeproduktion von The Band in Großbritannien.[9][10]